# Oakley George Kelly
Oakley George Kelly (3 décembre 1891 - 5 juin 1966) était un pilote recordman de la United States Army Air Service.

## Biographie
Il est né le 3 décembre 1891 en Pennsylvanie et a grandi à Grove City.
En mai 1922, le lieutenant Oakley G. Kelly et le lieutenant John Arthur Macready ont reçu le Trophée Mackay pour avoir battu le record mondial d'endurance aérienne et être restés en vol pendant 36 h 4 min 32 s.
Le 2 mai 1923, les lieutenants Kelly et Macready ont fait voler leur Fokker T-2 monomoteur à aile haute de l'armée sur 2 625 milles (4 224,528 km) de Mitchel Field, New York à Rockwell Field, initialement appelé Signal Corps Aviation School, North Island, San Diego, Californie en un temps officiel de 26 h 50 min 30 s 60, établissant le record du vol transcontinental par un aéronef plus lourd que l'air remportant le Trophée Mackay de 1923.
En octobre 1924, Kelly a dirigé Ezra Meeker le long des voies de la Piste de l'Oregon afin de susciter un soutien pour le marquage et la préservation de la route historique en utilisant le même avion dans lequel Kelley avait établi le record : un Fokker T-2 de l'armée, monomoteur à aile haute. Voyageant en avion à 100 miles/h, Meeker a parcouru en une heure la même distance qui lui avait pris une semaine à parcourir en chariot tiré par des bœufs à 2 miles/h.
Entre 1924 et 1929, Kelly est le commandant d'escadron du 321e escadron d'observation à Pearson Field, Vancouver, Washington. Kelly prend sa retraite du service militaire en tant que colonel le 31 mars 1948. Il est décédé à l'âge de 74 ans à San Diego, Californie en 1966.